# Сейм (село)

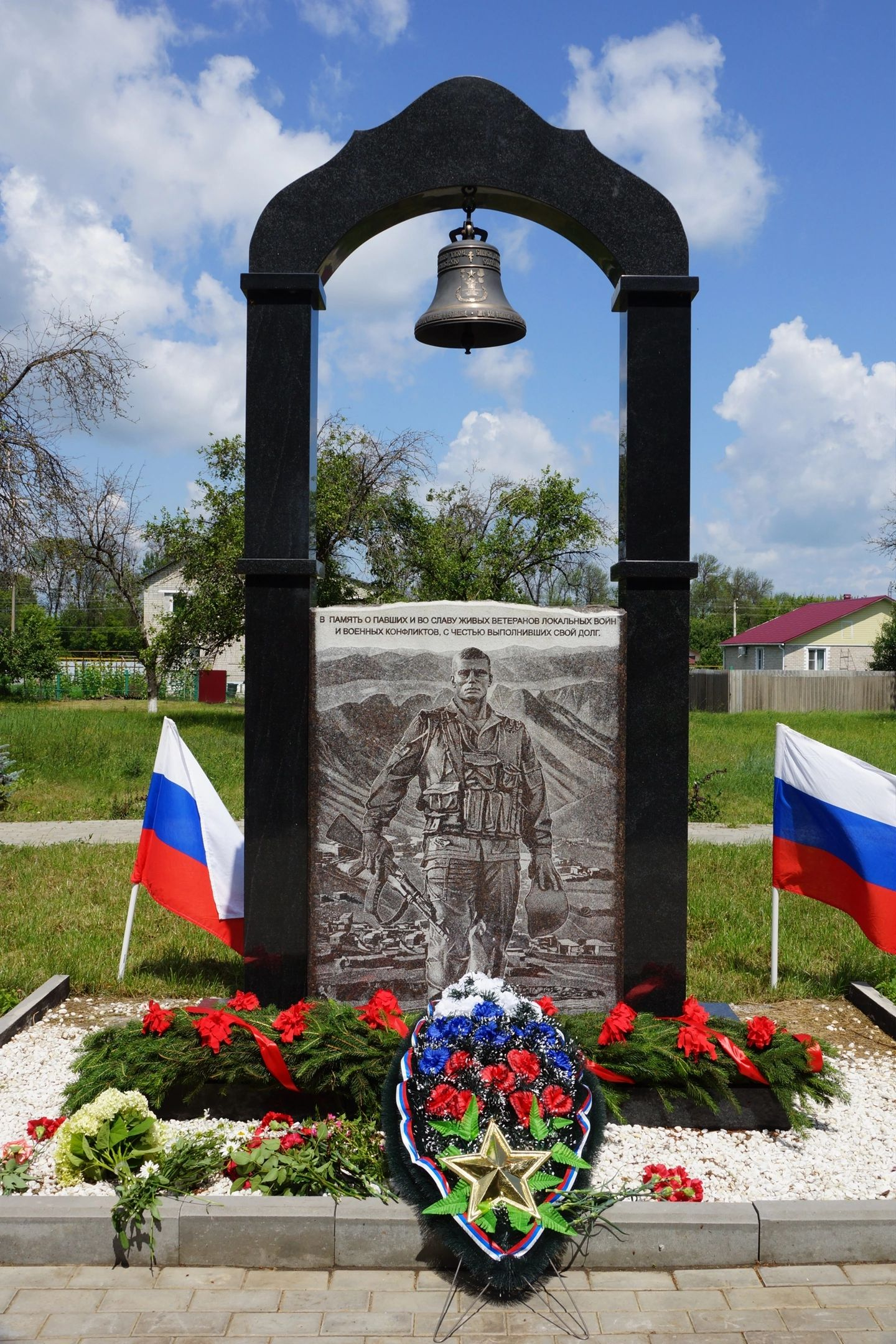
Памятник в Сейме

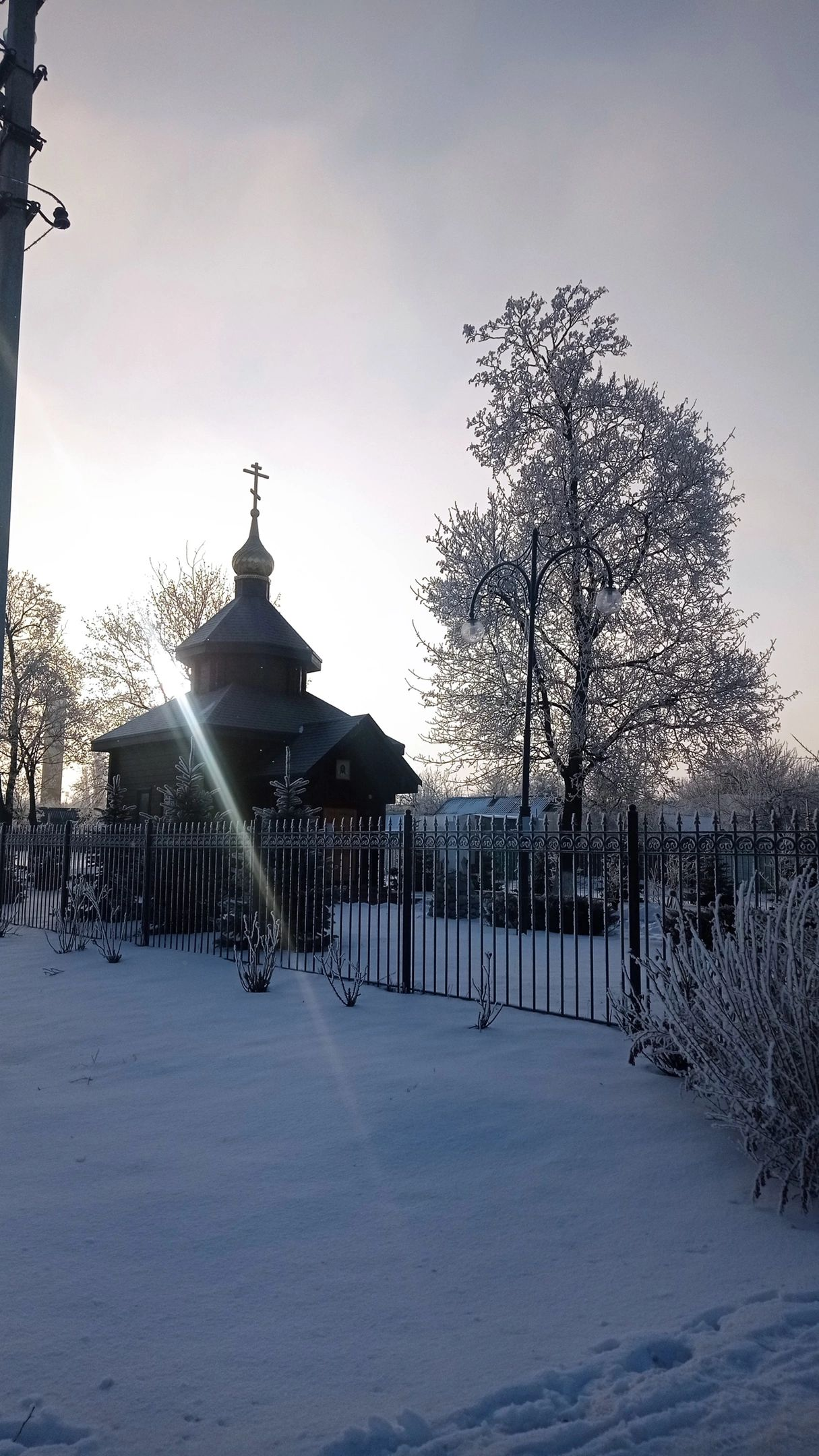
Часовня в Сейме

Сейм — село в Сеймском сельсовете Мантуровского района Курской области. Население — 2564 чел. (2010).
Село расположено на берегу реки Сейм, при железнодорожной станции Кривецкая.

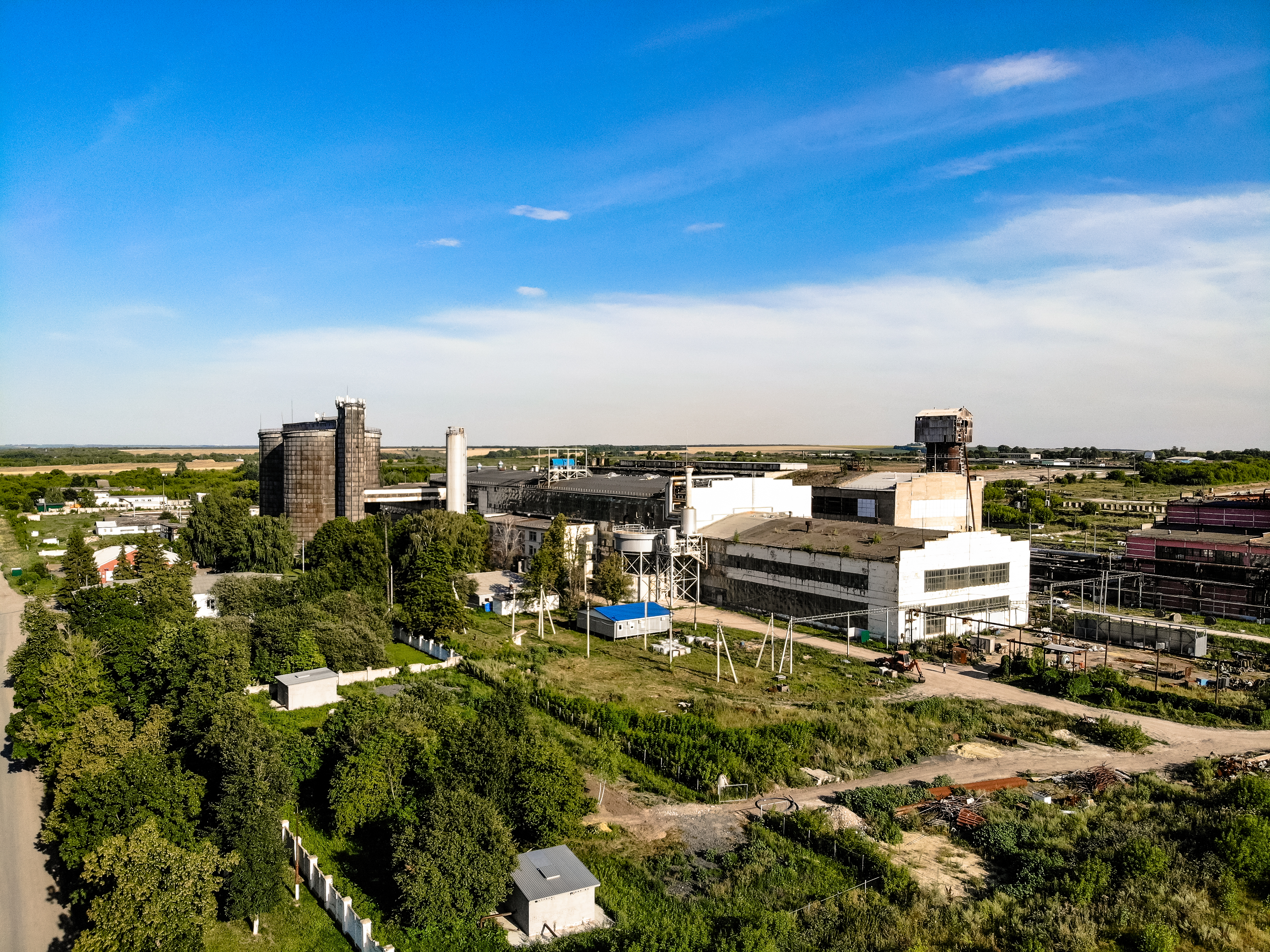

С 1979 по 1992 годы Сейм имел статус посёлка городского типа
Промышленность:
Кривецкий сахарный завод(АО" Кривец сахар") . Собственник РУСАГРО. Завод введен в эксплуатацию в 1964году. Переработка сахарной свеклы 6000 т в сутки. Продукция: сахар белый кристаллический, жом гранулированный, меласса, жом сырой отжатый.

## Население
| 2002 | 2010  |
| ---- | ----- |
| 2726 | ↘2564 |